# Amore 14 (romanzo)
Amore 14 è un romanzo di Federico Moccia, pubblicato il 2 ottobre 2008 dalla casa editrice Feltrinelli.

## Trama
È il primo giorno di scuola e stranamente Carolina è felice di tornare in aula. Dopo che il primo giorno è passato Carolina si trova con le amiche al loro bar preferito, Cioccolatì, e lì racconta quello che è successo l'estate appena passata: ha dato il primo bacio. Le sue amiche ascoltano la conversazione con molto interesse e quando Carolina finisce dicendo che ha provato una sensazione di piacere baciandolo, è già ora di tornare a casa.
Carolina torna a casa in pullman, ma prima si ferma in libreria; lì un ragazzo, di nome Massimiliano, le regala un CD di James Blunt e la porta con sé alla fontana di Trevi dove si presentano e si scambiano il numero di cellulare. Mentre torna a casa le rubano il cellulare e così perde tutti i suoi numeri, compreso quello di Massimiliano (detto Massi); lo confida ad Alice (detta Alis), che subito il giorno dopo gliene regala uno nuovo. Il sabato seguente vanno a una festa molto rilevante per la popolarità di una ragazza e lì incontra il ragazzo per cui aveva una cotta, prova a baciarla ma viene scoperto dalla sua ragazza, che, indignata, se ne va a casa con il suo migliore amico Gibbo; in macchina Gibbo, molto astutamente, la bacia.
Il mese dopo il fratello di Carolina decide di andare a vivere da solo e di abbandonare l'università per seguire la sua vocazione: fare lo scrittore. Suo padre s'infuria con lui, ma dopo l'intervento della moglie nella discussione, accetta che il figlio voglia andarsene. Si compra una barca sul mare e con l'aiuto di Carolina si sistema.
Verso novembre Carolina si reca in ospedale per trovare un suo amico; qui incontra il cugino dell'amico, Michele, che s'innamora di lei. Michele le dà lezioni di tennis ed escono insieme; Carolina pensa ancora a Massi e così verso fine anno decide di chiudere la relazione con l'altro ragazzo.
Il giorno del suo compleanno, 3 febbraio, tutti le fanno una grande sorpresa con molti regali. I familiari le regalano un motorino e gli amici del cuore, Gibbo e Filo, la portano a Venezia a vedere il concerto di Biagio Antonacci. Si scopre che Clod non ha mai dato il primo bacio, come affermava fino a quel momento; secondo Carolina è meglio aspettare per non sbagliare ragazzo. Infatti, poi Clod si bacia e si fidanza per la prima volta con un ragazzo per cui ha una cotta da sempre, e adesso è ricambiata.
Aprile per Carolina non è un mese tranquillo, perché alla fine del mese muore il nonno, con cui era particolarmente legata e si accorge che l'amore vero non potrà mai essere distrutto, neanche dalla morte. Al contrario, maggio è il mese dove la sua gioia e il suo amore sbocciano a pieno. Ad una festa del Piper finalmente si rincontra con il suo Massi, con cui scambia un lungo bacio. Passano le giornate baciandosi e coccolandosi. Ha inizio così la sua prima vera storia seria.
Giugno è l'ultimo mese di scuola e per lei è tempo di esami e cambiamenti. Supera brillantemente gli esami e viene invitata nella residenza estiva di Alis, che ha organizzato una festa. Mentre Alis parla con Massi, il suo ragazzo s'ingelosisce e li separa, a differenza di Carolina che non è per niente gelosa del suo ragazzo, conoscendo sia lui sia la migliore amica. Sotto le stelle Massi e Carolina dichiarano ufficialmente il loro amore e si danno un appassionato bacio. Tuttavia, dopo appena due mesi, la coppia si separa per il tradimento di Massi con Alis, con cui intraprenderà una storia. Lei, sconvolta e in lacrime, fa una passeggiata. Poco dopo, vede a bordo di una Mercedes suo fratello Rusty James: ha appena pubblicato un romanzo che ha riscosso un così grande successo da permettergli di comprare una nuova automobile. Carolina così realizza che potrà essere felice.

## Personaggi
- Carolina, la protagonista del libro: è una tipica ragazzina tra i tredici e i quattordici anni, sognatrice e estroversa, ma con un rapporto poco aperto con i genitori e la sorella Tasnim e un'ammirazione particolare per il fratello Giovanni detto Rusty James; il loro rapporto è molto speciale per la protagonista.
- Massimiliano, il primo amore di Carolina: si sono incontrati da Feltrinelli e da lì non si sono più rivisti fino alla festa di un locale dove inizia la loro storia d'amore. È un ragazzo di diciannove anni moro, alto e bello.
- Alis e Clod, Alice e Claudia, le migliori amiche di Carolina: le due amiche sono una l'opposto dell'altra. Alis è arrogante e viziata, Clod è golosa di cioccolato e spiritosa.
- Lucilla e Tommaso, i nonni: le figure di riferimento di Carolina; sono la coppia perfetta. Quando il nonno muore, la nonna non è più la stessa e non trova più quella gioia che aveva con suo marito.
- Cudini, giovane studente un po' fuori dal comune .
- Tasnim: la sorella di Carolina.
- Gibbo: è il "secchione" della classe, nonché migliore amico di Carolina.

## Edizioni
- Federico Moccia, Amore 14, collana I Canguri, Feltrinelli, 2008,  pp. 304, ISBN 978-88-07-70194-8.

## Film
Il 30 ottobre 2009 è uscito nelle sale cinematografiche il film Amore 14, ispirato al libro.